# Soyuz TM
Soyuz TM (M là viết tắt của chữ - modify có nghĩa là sửa đổi) là một phiên bản của tàu Soyuz được thiết kế để làm phương tiện chuyên chở cho trạm Mir từ năm 1986. Sản xuất bởi RKK Energia, nó được hiện đại hóa từ phiên bản Soyuz T trước đó. Sau khi trạm Mir ngừng hoạt động, nó được sử dụng để chuyên chở người cho trạm không gian quốc tế trước khi được thay thế vào năm 2002 bởi phiên bản Soyuz TMA hiện đại hơn. Soyuz TM được phóng lên từ sân bay vũ trụ Baikonur ở Kazakhstan trên một tên lửa đẩy Soyuz.

## Các cải tiến
Soyuz TM sử dụng hệ thống gặp gỡ và kết nối Kurs giúp nó có thể tự điều chỉnh mà không cần sự trợ giúp của trạm không gian. Bộ khung kim loại bền hơn, vật liệu làm tấm bảo vệ nhiệt nhẹ hơn. Hệ thống dù được làm từ vật liệu tổng hợp nhẹ nhưng chắc chắn hơn giúp giảm khối lượng của hệ thống thiết bị hạ cánh. Hệ thống ghép nối nhẹ hơn và hệ thống thoát phóng (launch abort system) được nâng cấp. Hệ thống thông tin và liên lạc được hiện đại hóa với hệ thống máy tính kỹ thuật số. Các động cơ đẩy được đổi mới giúp tăng sức đẩy. Các thay đổi và cải tiến trên Soyuz TM giúp nó có thể mang nhiều trọng tải hơn so với phiên bản trước, cũng như giúp nó vận hành chính xác hơn.

## Các sứ mệnh

### Các sứ mệnh lên trạmMir
- Soyuz TM-ĂĂURNRNR
- Soyuz TM-2R̀ỔỒÔ
- Soyuz TM-3
- Soyuz TM-4
- Soyuz TM-5
- Soyuz TM-6
- Soyuz TM-7
- Soyuz TM-8
- Soyuz TM-9
- Soyuz TM-10
- Soyuz TM-11
- Soyuz TM-12
- Soyuz TM-13̀̉Ổ̀̉̀̉ỔÔ
- Soyuz TM-14
- Soyuz TM-15
- Soyuz TM-16
- Soyuz TM-17
- Soyuz TM-18
- Soyuz TM-19
- Soyuz TM-20
- Soyuz TM-21
- Soyuz TM-22
- Soyuz TM-23
- Soyuz TM-24
- Soyuz TM-25
- Soyuz TM-26
- Soyuz TM-27
- Soyuz TM-28
- Soyuz TM-29
- Soyuz TM-30

### Các sứ mệnh lên trạmISS
- Soyuz TM-31
- Soyuz TM-32
- Soyuz TM-33
- Soyuz TM-34